# Dějiny Székesfehérváru
Székesfehérvár je jedno z nejstarších měst na území Maďarska, jeho dějiny proto zahrnují období dlouhé přes tisíc let.
Území současného města bylo osídleno již v době kamenné. Dnešní město zvolil jako své sídlo kolem roku 972 velkokníže Gejza na vyvýšeném místě obklopeném bažinami napájenými potoky Sárvíz a Gaja, na křižovatce strategicky důležitých obchodních cest.
Za vlády krále Štěpána I. se Székesfehérvár (česky Stoličný Bělehrad) stal skutečným městem a centrem Uherského království té doby. Byl sídlem biskupa, stála zde bazilika Nanebevzetí Panny Marie. Jako korunovační město si Székesfehérvár podržel význam ještě velmi dlouho.
Byl zničen během turecké okupace v období raného novověku; poté byl jako řada uherských měst obnoven a stal se moderním regionálním centrem. Ve 20. století např. i průmyslovým městem a centrem elektrotechnického průmyslu. Dnes patří k nejrozvinutějším městům moderního Maďarska.

## Nejstarší období
Zemědělská kultura, která se šířila z Balkánu na sever, se do oblasti dnešního města a jeho bezprostředního okolí dostala v době kolem 6.–5. tisíciletí př. n. l. S rostoucím počtem obyvatel vznikala v době bronzové na ostrůvcích v bažinách a na březích řek menší osídlení. Dařilo se jim hospodářsky dobře díky vzniku obchodních cest a výměně s dalšími sídly v regionu.
Na počátku doby železné ovládali oblast keltští Eraviskové. Měli sídliště a pohřebiště v několika částech dnešního Székesfehérváru, ale větší význam pro ně měly významnější osady, jakými byly Pákozd a Gorsium. Gorsium se po obsazení Panonie Římany stalo důležitým vojenským táborem, který chránil přechod přes řeku Sárvíz. S rozvojem římské správy se Gorsium stalo také náboženským centrem.
Po pádu Říma se oblast dnešního města dostala pod nadvládů různých kmenů, například Hunů, později Germánů nebo Avarů. Z těchto období se také v bezprostřední blízkosti města dochovalo množství pohřebních pozůstatků.

## Středověké město

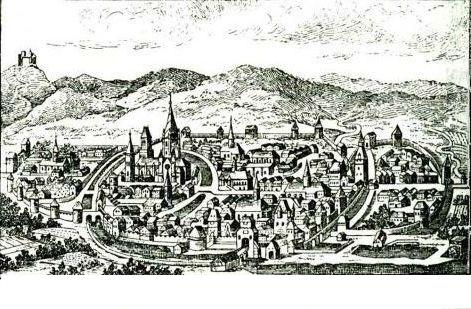
Veduta s pohledem na město v 16. století

Samotný Székesfehérvár založil v roce 972 kníže Gejza. Ten také nechal postavit malou kamennou pevnost, jejíž součástí byl knížecí palác a první kostel na území Uher. Ten vznikl v byzantském stylu. Kostel byl nalezen při průzkumu v roce 1971. Jeho obvodové zdi jsou označeny bílou linií před hlavním vchodem do současné katedrály.
Těžce přístupná oblast obklopená bažinami a posetá ostrovy měla vynikající vlastnosti z hlediska obrany rodícího se města. Székesfehérvár je jedním z mála měst, která nebyla přestavěna přímo na římských základech, jako jsou například Óbuda, Szombathely, Šoproň a mnohá další v dnešním západním Maďarsku (Zadunají). Nové centrum vzniklo kousek severněji od přirozené křižovatky cest, jíž bylo Gorsium, a důležitý silniční uzel se pak přesunul do Székesfehérváru.
První zmínka o středověkém městě pochází z roku 1007 (1009); sv. Štěpán sem přenesl svůj dvůr z Ostřihomi, aby město bylo blíže obchodu a řemeslům. Po jeho korunovaci za krále Uher v roce 1018 byla zahájena stavba první baziliky v zemi. Vysvěcena však byla až po panovníkově smrti v roce 1038. Trojlodní bazilika dlouhá 76 metrů a široká 38 metrů je známa z popisu biskupa z Győru. V následujících staletích byla několikrát přestavována; větší úpravy proběhly za vlády krále Kálmána staršího a Karla I. z Anjou. Roku 1288 zcela vyhořela, při obnově byla její střecha pokryta olovem.
Po úmrtí sv. Štěpána byli v bazilice Nanebevzetí Panny Marie korunováni středověcí uherští panovníci, nicméně nestala se pohřebištěm všech uherských králů. Ti byli mnohdy pohřbíváni u kostelů, které nechali založit. Až do vymření dynastie Arpádovců si tento kostel zvolilo za místo svého posledního odpočinku celkem 8 uherských panovníků (Béla II., Gejza II., Ladislav II., Štěpán IV., Béla III., Ladislav III.) a několik dalších panovníků (Karel I. Robert, Ladislav I., Mátyás Hunyadi, Jan Zápolský, Otto Wittelbach, Zikmund Lucemburský (za uherského krále)).
V roce 1222 zde uherský král Ondřej II. vydal tzv. Zlatou bulu, která definovala uspořádání společnosti ve středověkých Uhrách.
Město bylo řádně opevněno a hradby odrazily dokonce i mongolskou invazi ve 13. století, a to mimo jiné také díky rozbahnění okolních luk a polí. Sídlo uherských králů však bylo přesto přeneseno na nově vzniklý budínský hrad. Ještě král Béla IV. nicméně vládl ze Székesfeherváru. Ten však i nadále zůstal místem korunovací uherských králů. Měl i řadu dalších výsad; byl prvním svobodným městem v Uhersku. Kromě toho, že zde mohly být pořádány trhy, se tu také nacházel královský vinný sklep a prováděla se i ražba mincí. Město bylo také významnou zastávkou na poutích do Svaté země. Zvláštní výsady získali tzv. Latinové, za něž byli považováni obyvatelé z oblasti dnešní Itálie. Usazeni zde byli také valonští obchodníci, kteří měli v uvedené době i vlastní pečeť. Obchodovalo se zde s dobytkem na cestě do dnešní Itálie a Benátek.
O životě běžného obyvatelstva města v době středověku se toho mnoho neví, v 15. století se nicméně v historických záznamech dochovaly některé názvy ulic, např. ulice Sv. Petra nebo ulice Sv. Barnabáše.
V roce 1490 bylo město v souvislosti s chaosem po smrti Matyáše Korvína obléháno vojsky Svaté říše římské.

## Osmanská nadvláda

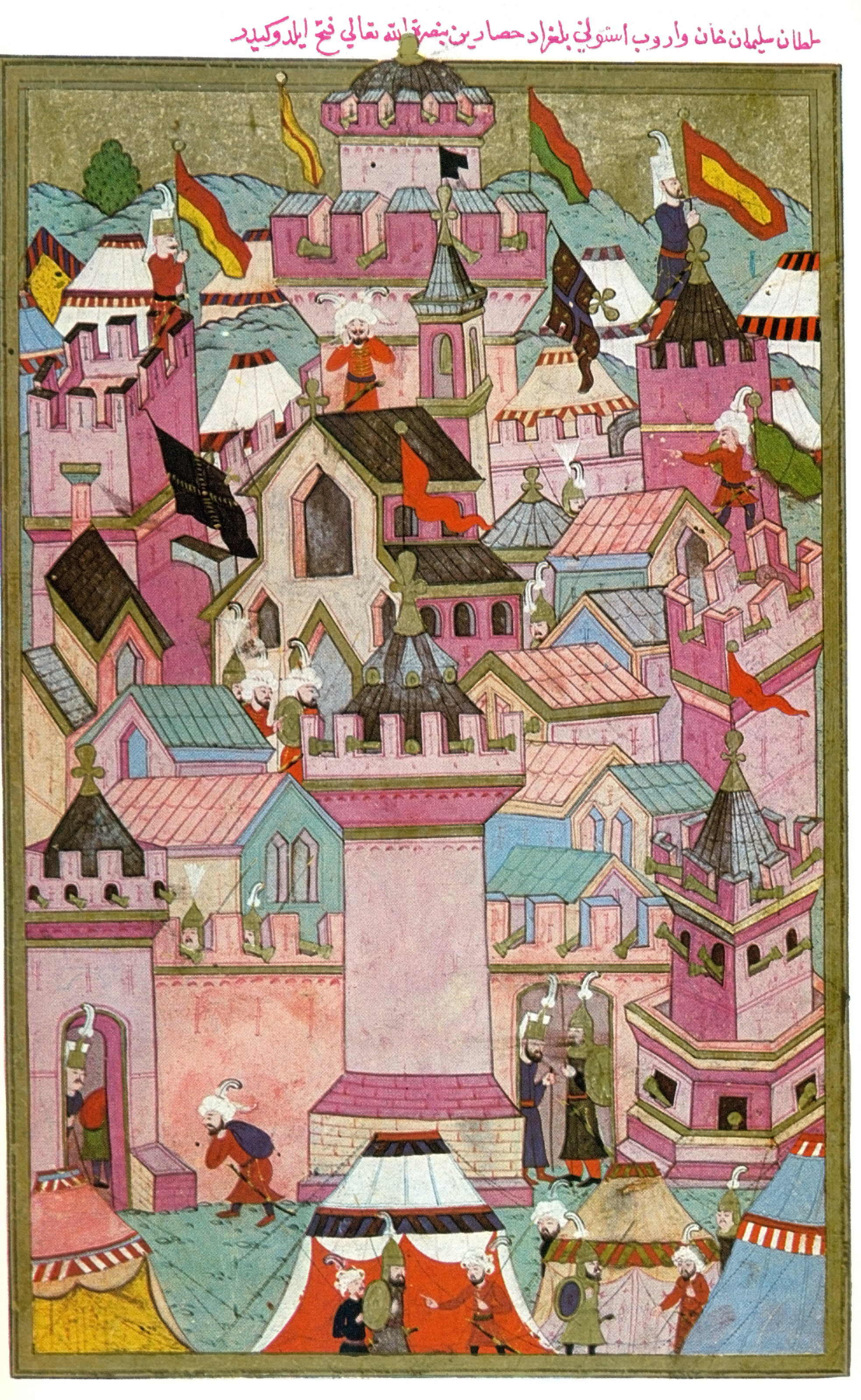
Dobytí města na turecké kresbě z 16. století

Po bitvě u Moháče (1526) se město postavilo na stranu Jana Zápolského a Ferdinanda I. Habsburského (druhý uvedený zde byl také roku 1527 korunován) a zůstalo na straně prvního z nich až do jeho smrti. Turci nicméně z Balkánu postupovali dále na sever. V roce 1543 padl do tureckých rukou také Székesfehérvár. Během desítek let turecké okupace většina původních obyvatel města uprchla a nahradilo je převážně porobené obyvatelstvo různých částí turecké říše, zde do značné míry jihoslovanské obyvatelstvo. Některé kostely ve Fehérváru byly přestavěny na mešity, včetně kaple svaté Anny, kde toto období dodnes připomíná půlměsíc na její střeše. Zničeny byly také hrobky středověkých uherských králů. Vznikly turecké lázně (hamam), které ale dnes připomínají pouze ruiny. Byla zde přítomna stálá turecká vojenská posádka.
Během turecké nadvlády bylo město součástí Budínského ejáletu, nějakou dobou bylo sídlem vlastního sandžaku. Součástí Osmanské říše bylo až do roku 1688. Jen během tzv. dlouhé turecké války bylo po obléhání na jediný rok dočasně získáno zpět křesťanskými vojsky (v roce 1601). Válečné běsnění a obléhání města nicméně způsobily velké škody. Původní bazilika, kterou nechal postavil sv. Štěpán, byla zcela zničena. Zhroutila se také jedna z hradních věží a samotný hrad byl silně poškozen. Turci město díky mohutné sedmdesátitisícové armádě v srpnu 1602 dobyli zpět a zajali dosazeného uherského místodržícího, Ference Wathaye, jehož roli dnes připomíná socha v centru města. Jeden z mála dokladů o životě města za turecké nadvlády přinesl cestovatel Evlija Čelebi (v maďarském přepisu Evlia Cselebi), který procestoval celé tehdejší evropské Turecko a zaznamenal jeho podobu. V samotném Székesféherváru popsal, že zde stály dvě mešity, medresa, zájezdní hostinec, škola. Město vnímal jako místo, kde nevěřící (křesťané) prorazili hráz islámu. Všiml si neúspěšného obléhání města v roce 1595 (1003 AH). Zaznamenal rovněž existenci srbské kolonie, která zde existovala (stejně jako osídlení z řady dalších porobených národů jihovýchodní Evropy). Kromě toho se také dozvěděl, že se jednalo o místo, kde byli pohřbeni maďarští středověcí panovníci, včetně Ludvíka I.

## Město po skončení turecké okupace

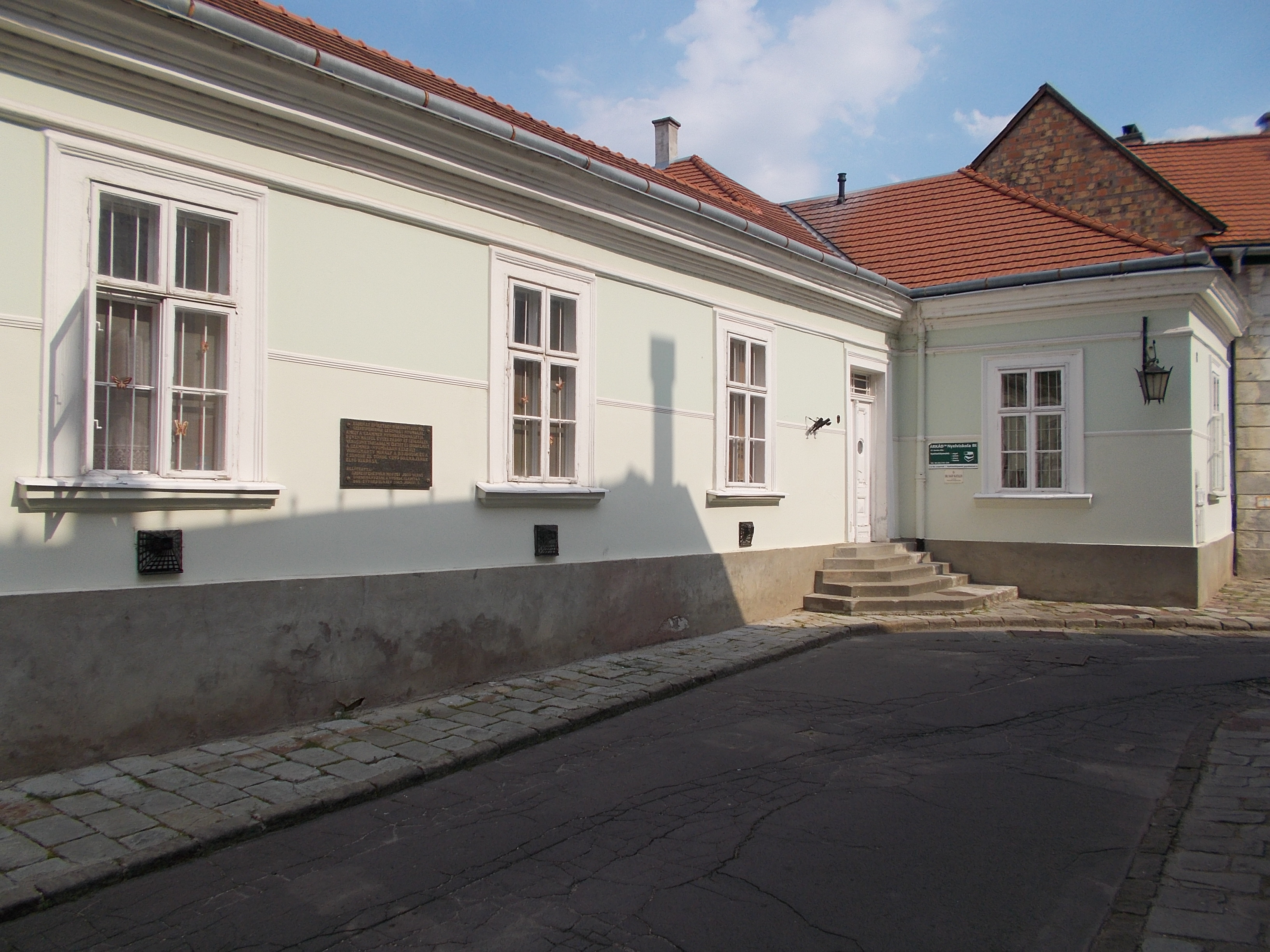
Budova první moderní tiskárny (Szamerova tiskárna) z počátku 19. století

Přestože Székesfehérvár po osvobození od osmanské okupace v roce 1688 již nedosáhl svého středověkého významu, stal se do konce 18. století jedním z nejdůležitějších center regionu. Zpustošený kraj dosidlovali noví němečtí kolonisté, kteří se přidali k místnímu národnostně již značně různorodému obyvatelstvu. Brzy začali tvořit většinu obyvatel. Do města také přišlo několik katolických řádů, které se zasloužily o kulturní i vzdělanostní povznesení společnosti. V roce 1702 zde bylo založeno např. cisterciácké gymnázium. Postaven byl také nový františkánský klášter a vznikla řada jezuitských církevních budov.
Roku 1703 získal Székesfehérvár zpět statut svobodného královského města. V roce 1710 byla dokončena rekonstrukce hlavní budovy radnice. Byly postaveny veřejné budovy, barokní paláce a nové měšťanské domy. V roce 1777 učinila rakouská císařovna Marie Terezie svým rozhodnutím město sídlem jednoho z nově založených biskupství. Biskupský palác byl postaven místě bývalé královské baziliky. Stavebníci použili značnou část kamenů z původního středověkého kostela svatého Štěpána.
Stavba nové katedrální budovy byla zahájena v roce 1758. Jako stavební materiál posloužil kámen z původní fary. Dnešní podobu získal kostel v roce 1768; financován byl především z darů, které poskytlo město a náboženští představitelé. I přes čilý stavební ruch a obnovu si však centrum města zachovalo středověkou uliční síť. Ta byla s předměstími propojena branami až do začátku 19. století, kdy byly hradby strženy. Původní brány zanikly v závěru století (např. Budínská brána v roce 1872). Tehdejší radnice ji vnímala jako překážku dalšího rozvoje, neboť brána byla velmi úzká.
V polovině 19. století docházelo k postupné asimilaci původně německy mluvícího obyvatelstva do maďarské většiny. Postupně se rozvíjel také společenský život; v roce 1803 zde byla postavena moderní tiskárna, roku 1818 vznikla Národní dramatická společnost, později i mnohé další.

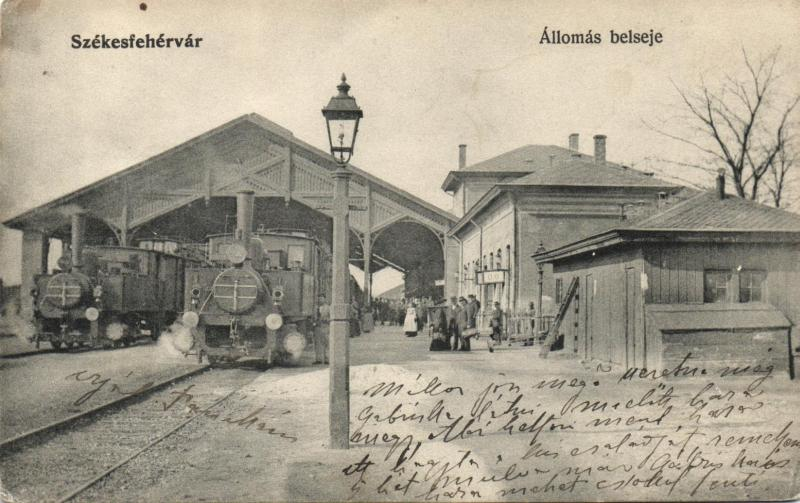
Železniční stanice v roce 1920

V roce 1843 jižní část města zcela zničil požár.
Během revolučního roku 1848 Székesfehérvár obsadilo vojsko pod vedením Josipa Jelačiće.
Pro rozvoj Székesfehérváru byl, stejně jako v případě dalších uherských měst, klíčový rozvoj železnice. První dráha byla zprovozněna roku 1860 a směřovala do obce Ujszőny poblíž Komárna. O rok později vznikla klíčová dráha z Budína do Nagykanizse a dále do Záhřebu, která procházela přes Székesfehérvár a jejíž směr odpovídal historické obchodní stezce. Později vznikla i řada dalších regionálních tratí, které z města směřují do celého západního Maďarska. Ekonomický a dopravní rozvoj přinesl vznik nových reprezentativních budov. Postaven byl nový soudní palác, státní zastupitelství, v roce 1902 byla dokončena místní věznice. V roce 1905 byly dokončeny Arpádovy lázně, čímž byla zahájena moderní lázeňská tradice města. V roce 1864 byla otevřena místní synagoga, zničená později během druhé světové války.
Na počátku 20. století mělo město se svými 35 000 obyvateli po všech stránkách rozvinutý společenský život. Fungovalo zde veřejné školství, působila zde řada spolků a jiných organizací, stály zde četné kavárny, divadla a vycházela řada novin. Székesfehérvár nicméně nebyl ve srovnání s Budapeští nikterak rozsáhleji industrializován. Město se naopak dostávalo do stínu rychle rostoucí uherské metropole.

## Meziválečný Székesfehérvár

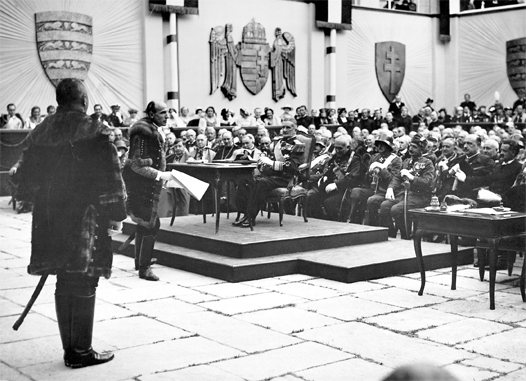
Oslavy pamětního roku sv. Štěpána v Székesfehérváru

V období mezi dvěma světovými válkami význam Székesfehérváru stále rostl, především díky tomu, že nové hranice země podle Trianonské smlouvy zcela proměnily uspořádání kulturních i ekonomických center státu. To byla pro město značná šance; Székesfehérvár se posunul z hlediska regionálních center v rámci Maďarska podstatně výš. V kulturním a společenském životě pomohli rozvoji Székesfehérváru také různí donátoři a podporovatelé, např. János Zichy, bývalý ministr kultury Zalitavska, dále Kuno Klebelsberg, ministr v letech 1922 až 1931 či Bálint Hóman, ministr kultury v 30. a 40. letech 20. století.
Město také získalo nový urbanistický plán, který umožnil novou výstavbu a přivedl pozornost celého tehdejšího Maďarska k Székesfehérváru.
V roce 1938 se ve městě uskutečnil pamětní rok sv. Štěpána.

## Období po druhé světové válce

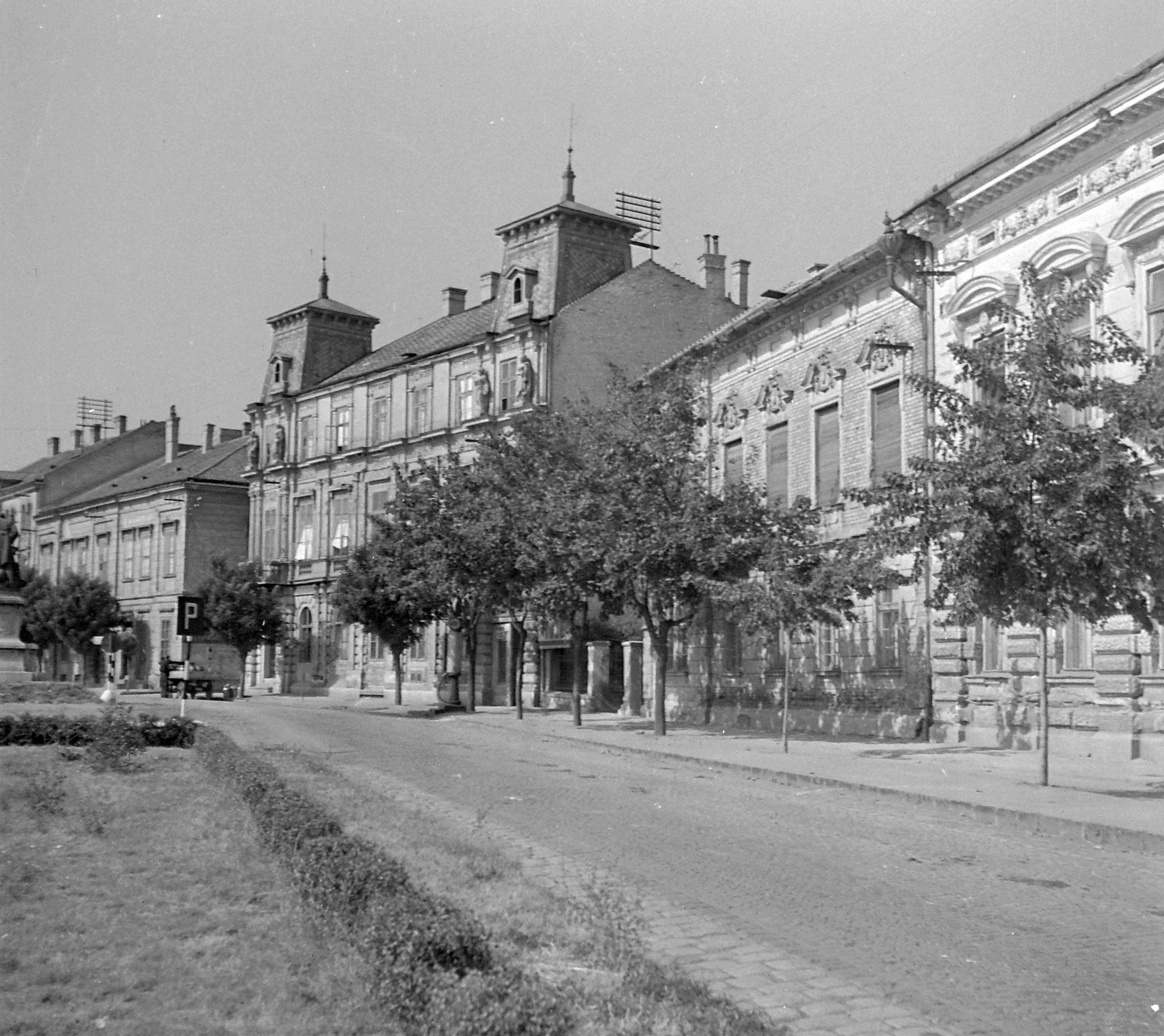
Střed města v 50. letech 20. století

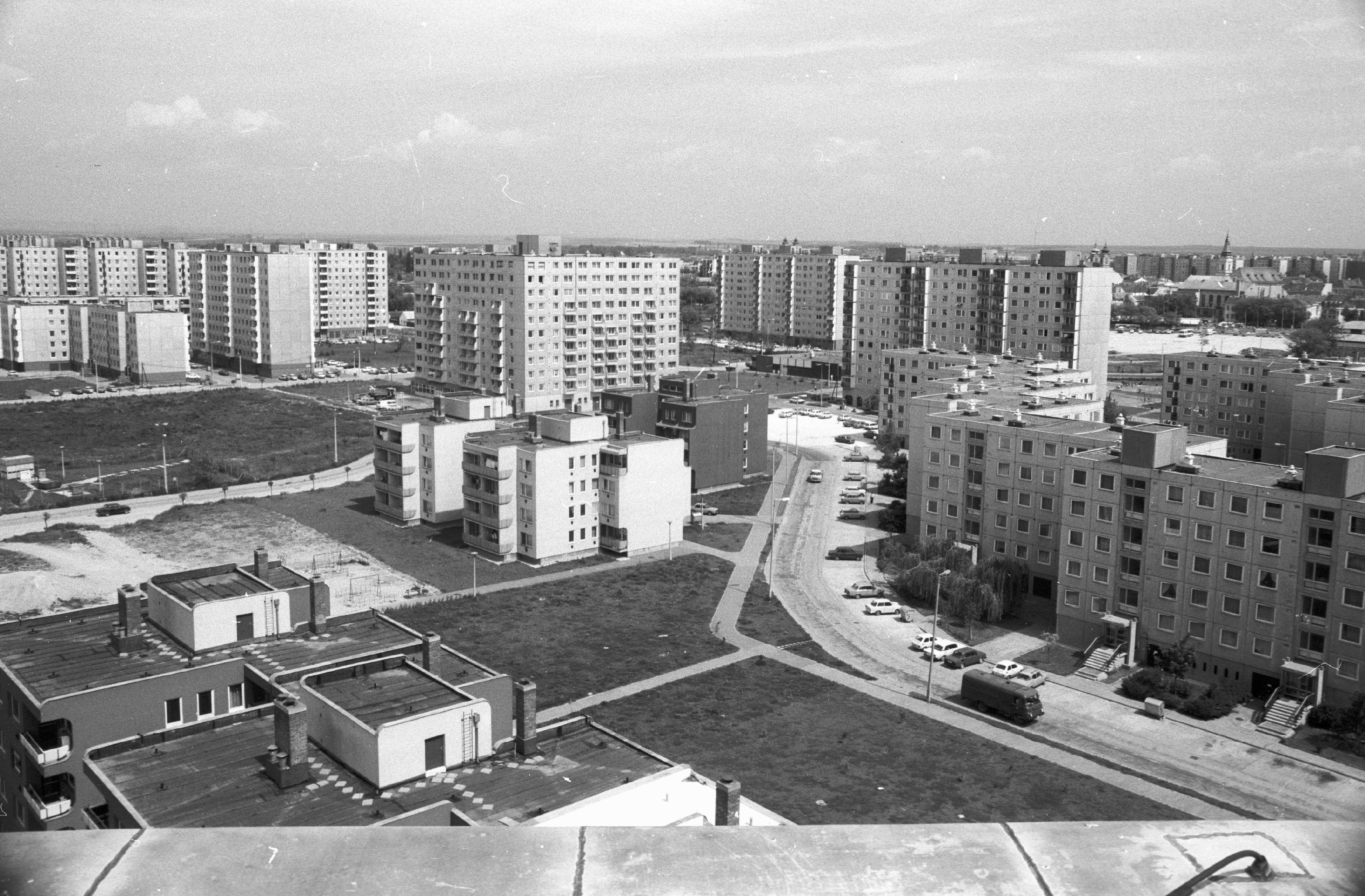
Panelové sídliště Palotaváros v 80. letech 20. století

Poválečná obnova nebyla snadná. Město bylo do značné míry poškozeno spojeneckým bombardováním i dalšími střety. Navržený plán obnovy měl být realizován především rychle, měl zajistit modernější a lepší bydlení a symbolizovat ideály pokroku své doby. Proto stavební práce, které byly uskutečněny v 60. a 70. letech 20. století vždy nebraly ohled na historickou tradici města. Původní kompaktní jádro bylo roztříštěno.
V roce 1951 došlo v blízkosti místního nádraží k železničnímu neštěstí, při kterém zemřelo 150 lidí.
Ruku v ruce s modernizací Székesfehérváru postupovala také industrializace. Mimo jiné byla založena válcovna hliníku a továrna na výrobu motorových vozidel. Dlouhou dobu byly nejvýznamnějšími zaměstnavateli ve městě továrna na autobusy Ikarus a továrna na rozhlasové a televizní přijímače s názvem Videoton. Nové továrny a nové byty umožnily prudký nárůst počtu obyvatel města. Zatímco v roce 1945 žilo v Székesfehérváru pouhých 35 000 obyvatel, do konce 70. let dosáhlo město mety sta tisíc lidí. Nová panelová sídliště rostla až do roku 1989 v různých směrech okolo města, ale některá z nich (např. Palotavárosi-lakótelép, Vizivárosi-lakótelép) vznikla přímo v bezprostřední blízkosti historického jádra.

## Přelom 20. a 21. století
V období rychlých společenských a hospodářských změn se město dokázalo ekonomicky poměrně rychle transformovat. Székesfehérvár získal velké množství zahraničních investic. Vznikly nové průmyslové zóny. Díky tomu maďarský stát zaznamenává již od 90. let 20. století vyšší daňové příjmy právě zde (ve srovnání s obdobně velkými městy v zemi).
Na počátku 21. století se uskutečnila rozsáhlá obnova historického centra města. Kromě toho proběhlo několik archeologických průzkumů po celém historickém jádru města. Objevena byla řada pozůstatků starších budov, které byly restaurovány a integrovány do veřejného prostoru. Jedná se například o pozůstatky středověké baziliky a původní kostnice.
Roku 2017 podal Székesfehérvár neúspěšnou kandidaturu na Evropské hlavní město kultury 2023 (porazil jej maďarský Veszprém). V závěru druhé dekády 21. století bylo také rozhodnuto, že maďarský generální štáb bude přemístěn právě sem.